# Філіп Бірґерссон Б'єльбський
Філіп Бірґерссон, також Філіп Ярл (швед. Filip Birgersson; невідомо — 1200) — середньовічний норвезький ярл родом зі Швеції, який жив наприкінці XII століття. Був сином Бірґера Броси, походив із могутньої династії Б'єльбу.
Займав посаду ярла на службі у короля Норвегії Сверріра Сіґурдссона, внаслідок чого був втягнутий у конфлікт між біркебейернами та баглерами в Норвегії. Загинув у січні 1200 року, ймовірно, у внутрішніх битвах проти баглерів.
Відповідно до Hákonar saga Hákonarsonar (сага про Гокона Гоконссона), Філіп був дідом Філіпа Ларссона, який одружився з вдовою шведського короля Кнута II Довгого.

## Діти
- Катаріна Філіпсдоттір, одружена з Ларсом, є матір'ю Філіпа Ларссона.